# Charley e l'angelo
Charley e l'angelo (Charley and the Angel) è un film statunitense del 1973 diretto da Vincent McEveety.
È un film commedia a sfondo fantastico basato sul romanzo The Golden Evenings of Summer del 1971 scritto da Will Stanton. Fu il settimo e ultimo film di cui Fred MacMurray fu protagonista per la Disney tra il 1959 e il 1973. Qui l'attore interpreta il ruolo di Charley Appleby, un uomo avido che si imbatte in un angelo (Harry Morgan), il cui compito è fargli cambiare vita.

## Trama
Charley Appleby, un uomo di mezza età, trascura la famiglia per il lavoro. Quando un anziano angelo scende dal cielo per portarlo via, chiede ancora qualche giorno per sistemare un po' di cose e rinsaldare i rapporti prima di lasciare la vita terrena.

## Produzione
Il film, diretto da Vincent McEveety su una sceneggiatura di Roswell Rogers con il soggetto di Will Stanton (autore del romanzo), fu prodotto da Bill Anderson per la Walt Disney Productions e girato a Pasadena in California

## Distribuzione
Il film fu distribuito negli Stati Uniti dal 23 marzo 1973 al cinema dalla Buena Vista Distribution Company e dalla Walt Disney Home video per l'home video. È stato poi trasmessonegli Stati Uniti nel 1977 sulla NBC.
Alcune delle uscite internazionali sono state:
- in Germania il 26 dicembre 1994 (Charley und der Engel, in prima TV)
- in Ungheria (Charley és az őrangyal)
- in Francia (Charley et l'ange)
- in Svezia (Charley och ängeln)
- in Finlandia (Kauppias ja enkeli)
- in Grecia (O Charley kai o angelos, in prima TV)
- in Italia (Charley e l'angelo)
- in Spagna (Un ángel para Charly) In VHS

## Critica
Secondo il Morandini il film è "garbato, divertente, artificioso".